# František Straka
František Straka (České Budějovice, 28 de maio de 1958) é um ex-futebolista e treinador de futebol tcheco que atuava como defensor.

## Carreira

### Clubes
Destacou-se com o Sparta Praga, clube que defendeu entre 1979 e 1988 (233 jogos e dez gols marcados). Jogou ainda por Dukla Tachov, Borussia Mönchengladbach, Hansa Rostock, Wuppertaler e SCB Preußen Köln, onde parou em 1998, aos quarenta anos.

## Seleção
Com a Tchecoslováquia, pela qual estreou em 1983, Straka participou da Copa do Mundo de 1990, disputando três partidas.
Após o torneio, Straka não foi mais convocado até a separação do país em República Tcheca (pela qual não chegou a ser convocado) e Eslováquia, em 1993. Pela Seleção, participou de 35 jogos.

## Carreira de técnico
Em 1999, Straka deu início à carreira de técnico, no Wuppertaler SV. Comandou outras treze equipes, incluindo a Seleção Tcheca de Futebol, treinada por ele em 2009. Ao ser escolhido como novo técnico do Slavia Praga, no lugar de Michal Petrouš, causou polêmica: torcedores do Slavia não aprovaram a contratação, por conta de sua ligação com o Sparta, cujos torcedores também não gostaram de vê-lo comandando o maior rival, considerando o ato uma traição. Ele ficou apenas cinco meses no comando técnico dos "Červenobílí", permanecendo parado no restante de 2012. Atualmente, comanda o 1. FK Příbram desde março de 2013.

## Dupla nacionalidade
Por conta de seu período de uma década jogando na Alemanha, Straka (que possui fluência na língua alemã) recebeu a dupla cidadania por este motivo - seu primeiro nome (František) em alemão é Franz.